# Adrien Demuth
Adrien Demuth (14 d'abril de 1991) és un jugador d'escacs francès que té el títol de Gran Mestre Internacional des del 2015.
A la llista d'Elo de la FIDE del juliol de 2016, hi tenia un Elo de 2542 punts, cosa que en feia el jugador número 21 (en actiu) de França. El seu màxim Elo va ser de 2.537 punts, a la llista del juny de 2015.

## Resultats destacats en competició
El juliol del 2013 guanyà el Campionat de París en 7 punts de 9, i on va aconseguir la seva primera norma de Gran Mestre. El juliol del 2014 fou subcampió de l'Obert d'Andorra amb 7 punts de 9 després d'haver liderat el campionat fins a la darrera ronda (el campió fou Julio Granda). L'abril de 2015 fou campió universitari de França.